# Peter Hammill

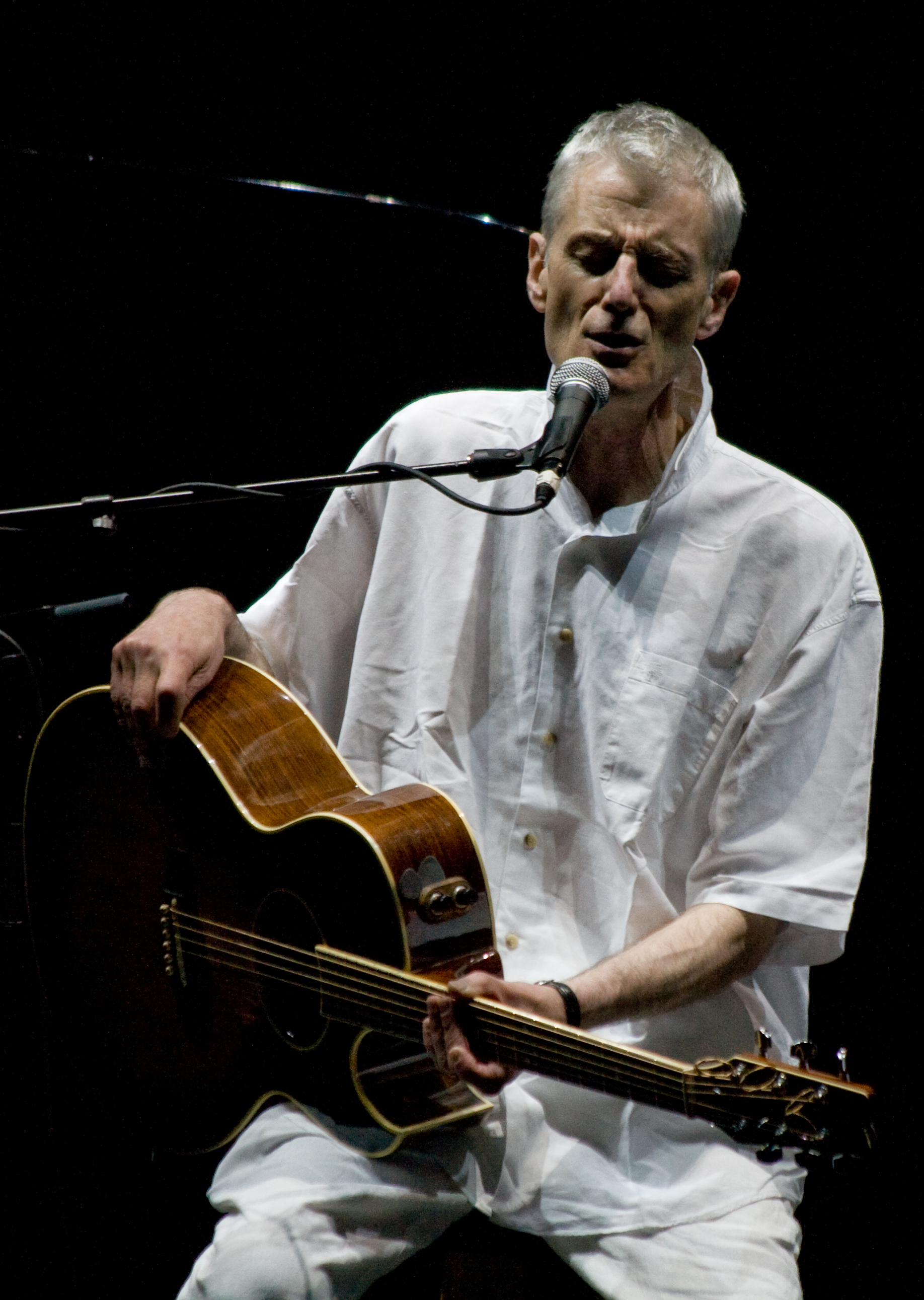
Peter Hammill op Nearfest, Bethlehem, PA, juni 2008

Peter Joseph Andrew Hammill (5 november 1948) is een Brits zanger. Hij was een van de oprichters van de groep Van der Graaf Generator en geldt als een van de intellectuelen van de popmuziek. Hammill is een bijzonder productief artiest die bijna elk jaar van zijn carrière minstens één album heeft uitgebracht. Tijdens liveoptredens valt vooral zijn bijzonder expressieve zangstijl op.

## Biografie
Hammill groeide op in een welgesteld gezin en volgde zijn schoolopleiding bij de jezuïeten. Tijdens zijn studie aan de universiteit van Manchester vormde hij samen met Chris Judge Smith de band Van der Graaf Generator. Deze band maakte een groot aantal bezettingswisselingen door (reeds in de zomer van 1969 ging de band voor het eerst uit elkaar).
Hoewel de band toen nog bestond, bracht Hammill in 1971 zijn debuutalbum als solo-artiest uit, Fool's Mate. Dit album bevat nummers die nooit op een Van der Graaf Generator-album waren verschenen. In het algemeen klinkt de plaat een stuk lichtvoetiger dan het groepswerk. In 1973, na het uiteenvallen van de groep, verscheen zijn tweede album, Chameleon in the Shadow of the Night. Dit album, alsook de twee albums daarna, bevat zowel ingetogen nummers met persoonlijke teksten als het zwaardere soort muziek dat hij met Van der Graaf Generator maakte. Op al deze platen werd hij op een aantal nummers bijgestaan door zijn oud-collega's. Het vijfde album, Nadir's Big Chance uit 1975, wordt als een voorloper van de punk beschouwd. Een ander belangrijk album is Over uit 1977, Hammills meest persoonlijke werk tot dan toe, waarop hij zijn emoties na het stuklopen van een langdurige relatie verwerkte. Hammill publiceerde ook twee boeken, Killers, Angels, Refugees en Mirrors, Dreams and Miracles, met daarin naast de verzamelde songteksten en enkele gedichten ook een aantal korte verhalen. Een van deze verhalen ("The Black Hole") is in het Nederlands vertaald en gepubliceerd in muziekkrant OOR.
In 1978 viel het doek voor Van der Graaf, maar Hammill ging solo door. Hij liet zich vaak bijstaan door ex-leden van Van der Graaf Generator en bijvoorbeeld de ex-gitarist van de Stranglers, John Ellis, met wie hij de K-Group vormde, en later door violist Stuart Gordon.
The Future Now (1978) was Hammills eerste solo-album na het uiteenvallen van Van der Graaf. In 1980 verscheen A Black Box dat naast een aantal korte nummers het 20 minuten lange epos "Flight" bevat.
De tweede helft van de jaren tachtig werden (in tegenstelling tot de tijdgeest) gekenmerkt door voortgaande experimenten met composities, arrangementen, productietechniek, instrumenten en opnametechniek. Minder bekend is dat Hammill jaren later heeft verteld - onder meer in het VPRO-programma Loladamusica - dat hij in de eerste helft van de jaren tachtig serieus overwogen heeft het bijltje erbij neer te leggen. "Just Good Friends" (van het album Patience), dat op het eerste gezicht een liefdeslied lijkt, gaat niet (alleen) over een geliefde, maar vooral over Hammills relatie met muziek c.q. de muziekindustrie: "So much tangled-up emotion, should I stay or should I go? If I walked clean out of your life how long would it take you to know? Are we such good friends?". Ironisch genoeg werd dit indertijd bestempeld als Hammills meest commerciële song en is een van de zeldzame songs die ook op single uitgebracht is.
In 1991 verscheen het zeer langverwachte The Fall of the House of Usher, een opera waaraan Hammill in samenwerking met Judge Smith sinds begin jaren zeventig had gewerkt. Op dit album zijn tevens zangrollen weggelegd voor gasten, onder wie Herbert Grönemeyer, Lene Lovich en Andy Bell.
Diverse meer bekende artiesten zijn Hammill-fans of hebben publiekelijk gezegd zeer door Hammill beïnvloed te zijn geweest. Enkele hiervan zijn Marc Almond (die de song "Vision" en ook het bovengenoemde "Just Good Friends" heeft gecoverd), Fish en Johnny Rotten (niet verwonderlijk gezien het eerder genoemde punk-avant la lettre album Nadir's Big Chance).
In december 2003, slechts enkele uren na het voltooien van het album Incoherence, kreeg Hammill een hartaanval terwijl hij in een park wandelde. Een paar weken daarvoor hadden Hammill, Banton, Jackson en Evans besloten om Van der Graaf Generator weer bij elkaar te laten komen om te zien of de magische Van der Graaf-vonk er nog was. Ruim twee maanden na de hartaanval vond de geheime sessie alsnog plaats, en vrijwel meteen bleek de magie er te zijn. Op 6 mei 2005 gaf de band na een pauze van 27 jaar een triomfantelijk reünieconcert in de Royal Festival Hall in Londen. In december 2006, bijna drie jaar na Incoherence, verscheen het eerste soloalbum na Hammills hartaanval, het als "echte solo-cd" aangekondigde Singularity.
In het voorjaar van 2009 speelde Van der Graaf Generator (nu een trio) concerten in de Verenigde Staten, voor het eerst sinds 1976.
Op 8 juni 2009 verscheen Thin Air. Hammill speelde hierop alle instrumenten zelf, inclusief drums. Volgens Hammill was dit album, veel meer dan normaliter, een plaat die meerdere keren luisteren nodig heeft.
In 2011 verscheen een dubbel-cd met solo live-opnames, Pno, Gtr, Vox, en in 2012 een grote (7 CD) boxset met solo live-opnames, Pno, Gtr, Vox Box. Op 16 april 2012 verscheen een nieuw solo-album, Consequences. Na het zelfs voor Hammill’s standaard zeer ambitieuze, filmische ...All that might have been uit 2014 -dat verscheen in diverse uitvoeringsvormen- en het “kale” singer-songwriters album From the trees uit 2017, verschijnt in Mei 2021 Hammill’s eerste cover album In Translation met bewerkingen van onder meer Astor Piazzola, Gustav Mahler en Rodgers and Hammerstein.
In 2021/2022 ondernam Hammill voor het eerst in bijna 10 jaar weer een tour met Van der Graaf. Deze tour eindigde voortijdig omdat Hammill met spoed levensreddend geopereerd moest worden na het concert in Reutlingen, Duitsland op 11 mei 2022. Een paar weken later meldde hij dat weer thuis was en voorspoedig herstellend.

## Discografie
- Fool's Mate (1971)
- Chameleon in the Shadow of the Night (1973)
- The Silent Corner and the Empty Stage (1974)
- In Camera (1974)
- Nadir's Big Chance (1975)
- Over (1977)
- The Future Now (1978)
- pH7 (1979)
- A Black Box (1980)
- Sitting Targets (1981)
- Enter k (1982)
- Patience (1983)
- Loops & Reels (1983)
- The Love Songs (1984)
- The Margin (live) (1985)
- Skin (1986)
- And Close As This (1986)
- In A Foreign Town (1988)
- Spur Of The Moment (met Guy Evans) (1988)
- Out Of Water (1990)
- Room Temperature Live (1990)
- The Fall Of The House Of Usher (1991)
- Fireships (1992)
- The Noise (1993)
- There Goes The Daylight (live) (1993)
- Roaring Forties (1994)
- Offensichtlich Goldfisch (1995)
- The Peel Sessions (1995)
- X My Heart (1996)
- Sonix (1996)
- Everyone You Hold (1997)
- The Union Chapel Concert (live) (met Guy Evans en anderen) (1997)
- This (1998)
- Typical (live) (1999)
- The Appointed Hour (met Roger Eno) (1999)
- The Fall Of The House Of Usher - deconstructed & rebuilt (1999)
- None of the Above (2000)
- What, Now? (2001)
- Unsung (2001)
- Clutch (2002)
- Incoherence (2004)
- Veracious (live met Stuart Gordon) (2006)
- Singularity (2006)
- Thin Air (2009)
- Pno, Gtr, Vox (live) (2011)
- Pno, Gtr, Vox Box (live) (2012)
- Consequences (2012)
- Other World (met Gary Lucas) (2014)
- ...All That Might Have Been... (2014)
- Peter Hammill & The K Group: Live at Rockpalast (2016)
- From the trees (2017)
- In Amazonia (2019) met Isildurs Bane
- In Translation (2021)

- Biblioteca Nacional de España: XX1077319
- Bibliothèque nationale de France: cb138949337 (data)
- Gemeinsame Normdatei: 122489187
- International Standard Name Identifier: 0000 0000 7823 0421
- Library of Congress Control Number: n93004135
- MusicBrainz: 3b972356-4410-4858-ab9c-6e3c3cf76609
- Nationale Bibliotheek van Tsjechië: xx0064620
- Nationale Bibliotheek van Israël: 987007410128805171
- Nederlandse Thesaurus van Auteursnamen: 097895989
- Virtual International Authority File: 69115659
- WorldCat: E39PBJpYyXQdPbtCdwct9wrpfq